# Плотніков Павло Артемович
Павло́ Арте́мович Пло́тніков (рос. Плотников Павел Артемьевич; 4 березня 1920 — 14 грудня 2000) — радянський військовий льотчик, Двічі Герой Радянського Союзу (1944, 1945). Заслужений військовий льотчик СРСР (1966), генерал-майор авіації (1966).

## Життєпис
Народився 4 березня 1920 року в селі Гоньба Барнаульського повіту Томської губернії (тепер в межах міста Барнаул Алтайського краю) в селянській родині. Росіянин. Член ВКП(б) з 1944 року.
Після закінчення барнаульської школи № 27 працював електрослюсарем на вагоноремонтному заводі, одночасно займався в аероклубі.
У 1938 році призваний до лав РСЧА. У 1940 році закінчив Новосибірську військову авіаційну школу пілотів.
Учасник німецько-радянської війни з жовтня 1941 року. Воював на Південному, Закавказькому, Воронезькому, Степовому, 1-у та 2-у Українських фронтах.
До травня 1944 року заступник командира ескадрильї 82-го гвардійського бомбардувального авіаційного полку 1-ї гвардійської бомбардувальної авіаційної дивізії 2-го гвардійського бомбардувального авіаційного корпусу 5-ї повітряної армії 2-го Українського фронту гвардії старший лейтенант П. А. Плотніков здійснив 225 вдалих бойових вильотів, збив 3 літаки супротивника.
До березня 1945 року командир ескадрильї 81-го гвардійського бомбардувального авіаційного полку тієї ж дивізії 6-го гвардійського бак 2-ї повітряної армії 1-го Українського фронту гвардії капітан П. А. Плотніков здійснив ще 80 вдалих бойових вильотів.
Всього за роки війни дзійснив 343 бойових вильоти, збив 3 літаки ворога, потопив 6 військових транспортів, знищив 7 ворожих ешелонів, 3 залізничних мости, понад 250 автомашин, значну кількість танків, гармат, живої сили супротивника.
Після війни продовжив військову службу у ВПС СРСР. У 1945 році закінчив Вищу офіцерську льотно-тактичну школу, командував ескадрильєю. У 1951 році закінчив Військово-повітряну академію.
У 1951—1952 роках — командир бомбардувального авіаційного полку. З 1952 року — старший інспектор-льотчик Управління бойової підготовки ВПС СРСР. З 1955 року — заступник командира, а у 1956—1958 роках — командир бомбардувальної авіаційної дивізії.
У 1960 році закінчив Військову академію Генштабу СРСР. З 1960 року — відповідальний черговий з управління польотами командного пункту ВПС. З 1965 року — знову командир авіаційної дивізії.
У 1966 році П. А. Плотнікову присвоєно військове звання генерал-майор авіації.
З 1968 року — заступник начальника штабу 37-ї і 36-ї повітряних армій.
У 1975 році звільнений в запас.
Мешкав у Москві. Працював в Міністерстві газової промисловості СРСР, в НДІ автомобільного транспорту.
Помер 14 грудня 2000 року. Похований на Іванівському цвинтарі поблизу селища Воскресенське Ленінського району Московської області.

## Нагороди
Указом Президії Верховної Ради СРСР від 19 серпня 1944 року заступник командира ескадрильї 82-го гвардійського бомбардувального авіаційного полку гвардії старший лейтенант Плотніков Павло Артемович удостоєний звання Героя Радянського Союзу з врученням ордена Леніна і медалі «Золота Зірка» (№ 4277).
Указом Президії Верховної Ради СРСР від 27 червня 1945 року командир ескадрильї 81-го гвардійського бомбардувального авіаційного полку гвардії капітан Плотніков Павло Артемович нагороджений другою медаллю «Золота Зірка» (№ 57/ІІ).
Нагороджений орденом Леніна (1944), трьома орденами Червоного Прапора (1942, 1943, 1955), орденом Олександра Невського (1945), двома орденами Вітчизняної війни 1-го ступеня (1943, 1985), орденом Червоної Зірки (1956) й медалями.
Заслужений військовий льотчик СРСР (1966).

## Пам'ять
У 1953 році в місті Барнаул на площі Свободи встановлено бронзове погруддя Героя.
У 2010 році в Москві на будинку, в якому жив П. А. Плотніков (мікрорайон Північне Чертаново, будинок 3, корпус В), встановлено меморіальну дошку.